# 國立故宮博物院南部院區
國立故宮博物院南部院區，簡稱故宮南院，俗稱嘉義故宮，為國立故宮博物院轄下兩座主院區之一，坐落在臺灣嘉義縣太保市，鄰近高鐵嘉義站和蒜頭糖廠。場館由「國立故宮博物院南院處」負責管理與營運，以蒐藏、研究、教育、展示亞洲藝術品與相關文物為定位，院區戶外另設有人工湖和遊憩設施。
國立故宮博物院於2001年籌設建立南部院區，2003年1月3日核定在嘉義縣太保市設立南部院區，此計畫隨後成為新十大建設中的一個項目並正式動工，2015年12月28日啟用試營運。2017年提出新故宮計畫，計畫將增設國寶文物修復展示館。

## 沿革

### 提案選址（2001–2003年）
國立故宮博物院位於臺北的院區，1990年代後逐漸面臨展覽空間不足的窘境，計畫進行擴建，政府也希望藉由大型建設以解決臺灣南北發展不平衡的問題；加上2000年民主進步黨陳水扁政府上台後的「南北平衡」和「本土化」等政策方興未艾，因而逐漸產生了在臺北以外地區另建分館的政策，進而確定了故宮分院的計畫。
2001年7月，故宮提出中、南部分院建設計畫，選址時共收到14個政府機關共20件申請。2002年10月，13人組成的委員會選出苗栗縣後龍鎮、臺中市西屯區、雲林縣斗南鎮、嘉義縣太保市、臺南縣玉井鄉、高雄縣橋頭鄉、高雄市鼓山區及左營區等8個地點，該年底向行政院提報3個優選及2個次優地點，其中3個優選為高雄左營、嘉義太保及臺中西屯。2003年1月3日，行政院正式選定以嘉義縣太保市為故宮分院院址，並配合鄰近的高鐵嘉義站特定區開發計畫共同進行，期待達到「平衡南北，文化均富」，順道帶動中南部的文化、教育、社會、與經濟發展。 故宮院長杜正勝當時表示，故宮南院將定位為亞洲博物館，絕對不會是臺北故宮的翻版或影子。故宮南院院址確定後，嘉義縣政府便先墊支新臺幣2億元向臺灣糖業公司徵收200,000平方公尺用地。

### 籌建計畫（2004–2006年）
2004年1月，故宮甄選總部位於加拿大的羅德公司（Lord Cultural Resources）進行南院總體規劃。博物館新建工程的國際競圖結果，則在11月揭曉，美國籍建築師安東尼普里塔克（Antoine Predock）以融入玉山意象的設計獲選。其設計採用中國傳統建築的雙坡玻璃屋頂作為建築物特色，並運用幾何量體組合，呼應嘉南平原的環境，同時借用對比形式，將南院的大山水融入建築物設計元素。他亦將玻璃高塔詮釋為玉山，玻璃塔下叢竹中庭及該處設置的水氣，詮釋為“阿里山森林的山嵐”，而院區外的水景荷花池象徵平原。外牆使用黑色大理石，並在花蓮生產。評審團認為設計富有「紀念性、適宜亞洲文物展示」，因而勝出。
行政院隨後於年底正式核定「南部院區」籌建計畫，將南院定位為亞洲藝術文化博物館，徵收位於太保市的臺糖蒜頭糖廠蔗田土地作為院址，院區面積703,334平方公尺。院區以人工湖為中心，博物館建於湖區西側，周遭規劃數個景觀花園。南院籌建計畫自2003年起至2008年共編列新臺幣60億元，預定於2005年開挖人工湖，博物館建築則在2006年起興建，於2008年開館。
2005年11月19日，故宮南院舉行動土典禮，但當時已有工程延宕的傳聞。2006年1月，因特別預算無法在立法院通過，加上與建築師簽約時程延宕，細部設計還需一年，使主體建築延至2007年才能正式動工，至此確定無法達成2008年開館目標。2006年4月，甫上任的故宮院長林曼麗表示，故宮南院開館時間將由2008年延至2010年。之後行政院公共工程委員會審議認定澳洲聯盛公司取得工程管理顧問資格的「新建工程委託專案管理服務」採購案違反採購法，必須重新招標，使故宮南院的新建工程設計持續拖延，聯盛公司也在隔年向故宮提告索賠近新臺幣8,500萬元。此時，南院開館時間已再延後至2011年。

### 第一次修正計畫（2007–2009年）
2007年3月，動土典禮已逾一年，故宮南院再次舉辦整地工程開工典禮。由於規劃設計招商簽約等進度受阻以及基地週邊新增公共工程需求，行政院於2007年6月通過第一次修正計畫，增列款項新臺幣11億元，包括台電電纜地下化4.5億元及縣政府聯外道路6.5億元，並將開館日期延至2011年6月。待至2007年底，根據承包的中興顧問團隊表示，受天雨及變更設計未定等影響，工程進度已落後逾6%。故宮則在此期間審查通過建築師普里塔克率領之APA公司團隊完成的方案設計，博物館總樓地板面積由32,971平方公尺增至47,159平方公尺。
2008年1月，故宮通知APA公司繼續進行下一階段的設計工作。副院長黃永泰對外表示，南院工程進度落後約9%，但博物館區工程的細部設計可在當年完成，於2009年1月動工。同年7月，造價估算結果指出工程經費需新臺幣58.49億餘元，但分配的博物館工程預算為30億元，兩者差距達28.49億餘元。故宮通知APA公司修正設計讓工程造價在30億元以內，但APA並未應允。APA最終於11月宣布退出設計案，並向士林地方法院遞狀控告故宮，要求支付工程設計費4,000萬元，南院計畫再次延宕。
2009年1月，行政院同意將故宮南院的軟體建置計畫併入籌建計畫內，增編經費新臺幣8.3億餘元，全案經費達到79.3億元。故宮南院的設計及監造作業也在3月確定由臺灣的宗邁建築師事務所接手。同年8月，莫拉克颱風夾帶豪大雨使朴子溪水位暴漲，造成南院預定地部分區域淹水及設施受損，使故宮南院必須再次檢討防洪措施，並再經環境影響評估相關程序，此時南院的開館日期傳出將延至2015年。故宮南院無法如期開館，行政院於2009年12月召開會議後，仍決議籌建工程繼續辦理。

### 第二次修正計畫（2010年–2015年）

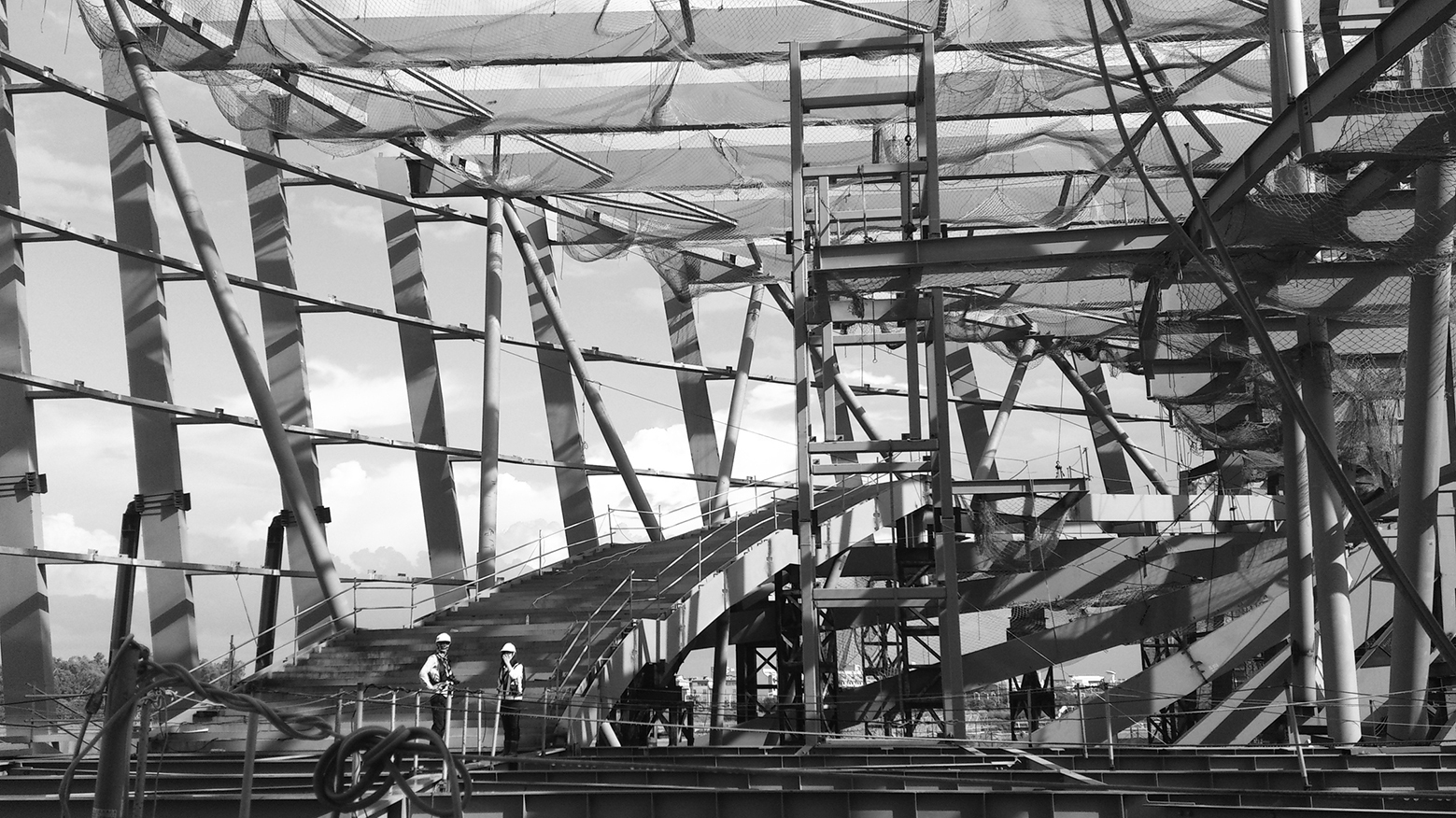
南院建築工地（2015年4月）

2010年10月，南院的第二次修正計畫經行政院核定通過，總預算維持不變，開館日期延至2015年底。籌建計畫分博物館館區和景觀園區兩部分進行。博物館區主體建築及相關工程，轉由內政部營建署代辦，原建築設計圖因無法完成細部設計或大幅修改，決定重新招標。
2011年3月，故宮公布新的建築與景觀團隊，博物館主體建築由姚仁喜率領的大元聯合建築師事務所執行。設計師為體現「國際級亞洲藝術文化博物館」定位，建築運用「龍」、「象」、「馬」等元素交織，象徵亞洲三股主流文明——中國、印度、波斯的互動交流，同時透過書法概念帶出中庭景致與十二生肖獸首藝術形象。主體建築工程在2012年歷經三次流標後，於12月底以近新臺幣28億元由麗明營造股份有限公司得標。2013年2月，博物館主體建築工程正式動土，景觀工程則於隔年3月動工。2014年6月，博物館主體建築舉行上梁典禮，最後於2015年12月28日啟用試營運。採預約入場，其中雲林縣、嘉義縣、嘉義市、臺南市居民憑證可免費入館至2016年8月31日，嘉義縣太保市、朴子市及六腳鄉居民則可憑證永久免費入館。

### 院區營運及後續計畫（2016年迄今）
2017年12月，行政院核定「新故宮─故宮公共化帶動觀光產業發展中程計畫」，其中規劃在南院博物館西側新建國寶文物修復展示館，編列新臺幣37.1億元預算進行硬體建制及初期展覽。未來部分國寶及人員均需南移進駐，以符合地方的需求。至於博物館區外，在2015年協議以BOT模式興建並營運的旅館、文創體驗館等設施開發案，因故宮和廠商雙方對開發案缺乏共識，於2018年7月協議終止契約。
2020年10月，故宮院長吳密察帶領建築師張瑪龍設計團隊公布國寶文物修復展示館規畫設計圖及建築模型。新館工程於2022年7月以新臺幣31億9,394萬元決標，預計2026年完工，2027年底開館試營運。南院東側園區則規劃戶外美術館於2020年11月開幕，由國內外9位藝術家共同打造創作。園區北側新建由廖偉立設計的景觀人行橋，於2021年1月開工，全長80公尺，從北側停車場跨越至德湖，連接博物館北側入口，配合蒜頭糖廠五分車延駛至南院園區，於2023年完工。
2022年9月22日國寶文物修復展示館舉辦動土典禮，展示館將設有可見式修復室及庫房、數位展廳和挑高7公尺大型展廳，主體工程預計於2026年10月完工，交由故宮辦理特殊裝修工程及布展後，於2027年12月底開館試營運。

## 設施

### 博物館

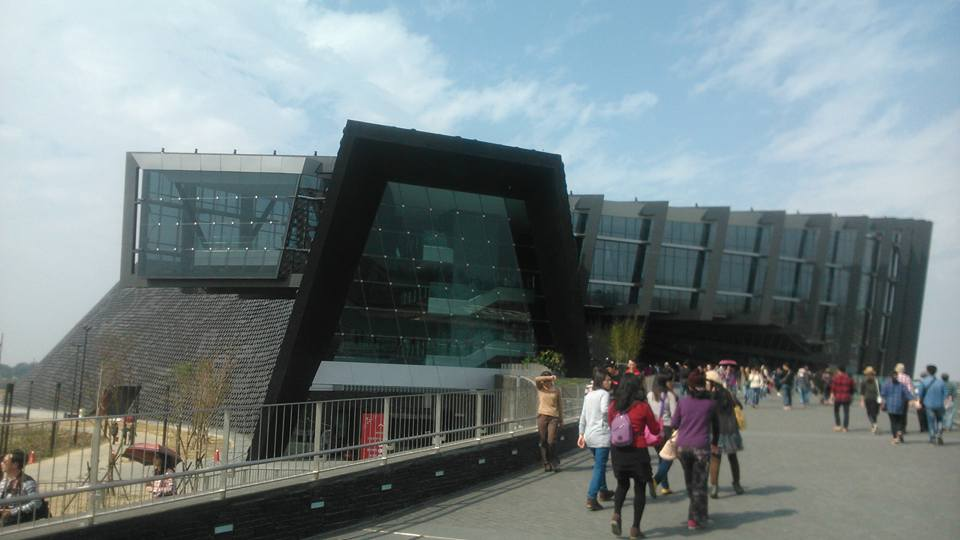
博物館入口斜坡

博物館位於院區西側，主體建築由姚仁喜設計，建築高度29.3公尺，造型以三個流線型量體交會組成，運用龍、象、馬為設計元素，分別象徵中華、印度與波斯三者間的文化交流。三個量體分別融入濃墨、飛白及渲染等三種書法筆法，位於主體建築西側的「實量體—墨韻樓」包含典藏與展示空間，外皮以三角形石材與鋁板覆蓋。東側的「虛量體—飛白館」包括公共服務與辦公空間，以深遮陽的結構式窗框提供戶外景觀。兩者間的「中間量體」則始於南端的跨湖景觀橋頭，穿越虛、實量體，終於北側湖岸。
博物館主體建築內部共分四層及一閣樓層，博物館總樓地板面積38,333平方公尺。其中包括展廳面積約8,800平方公尺（常設展廳5,200平方公尺、特別展廳3,600平方公尺）及庫房5,085平方公尺，還設有國內博物館第一間穆斯林祈禱室。館內規劃設有五個常設展廳、一個多媒體展廳、一個專題展廳、一個借展廳及兒童創意中心。
故宮南院二館主體建築由陳玉霖設計，建築高度29.3公尺，總樓地板面積24,925.41平方公尺，以青銅器文物為建築意象，融入「綠寶盒、水墨、翰墨山水」之概念。

### 戶外園區

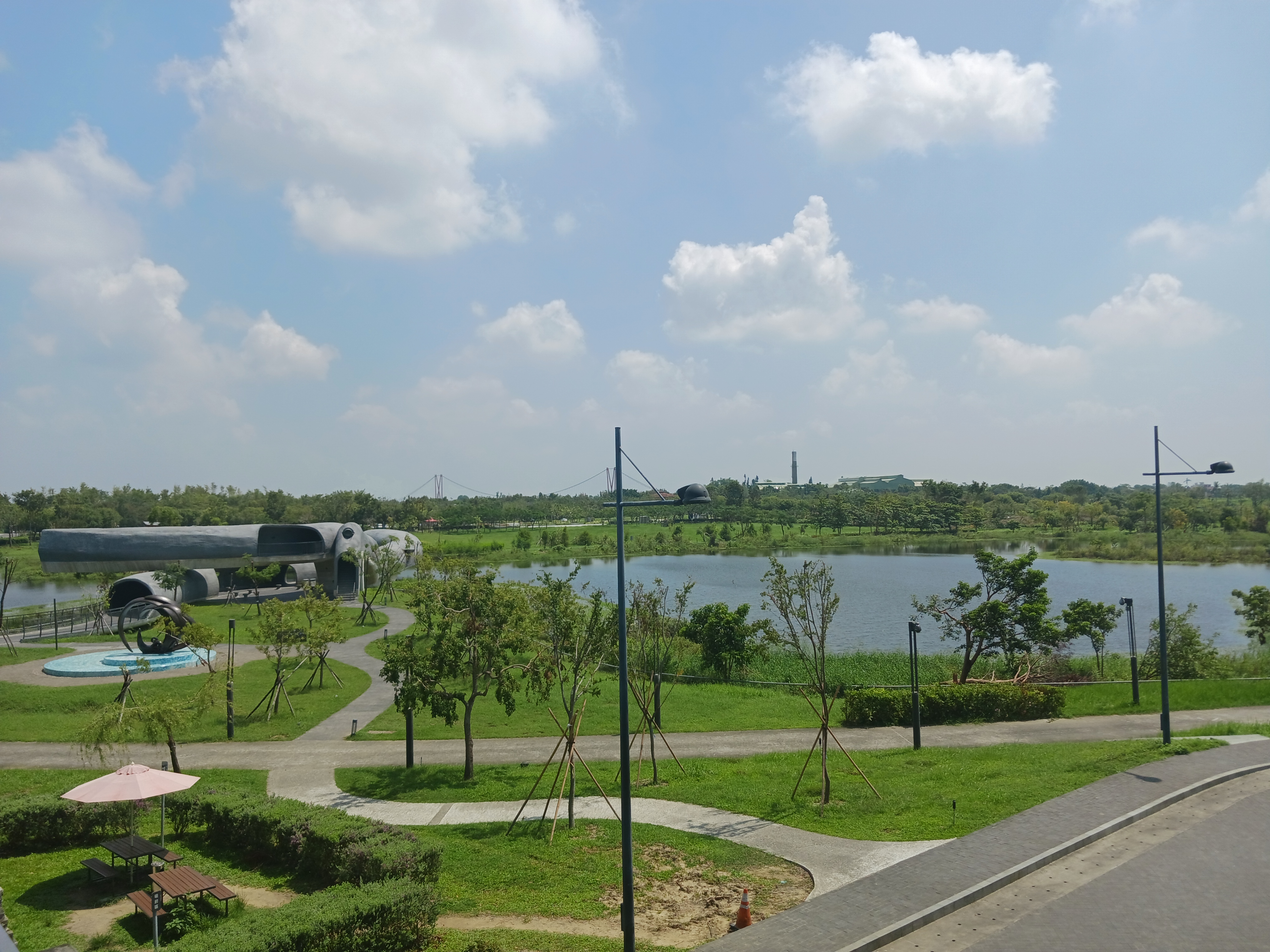
博物館的至善湖與覽月橋

院區中央為一座人工湖，分為南側的至善湖與北側的至德湖，兩湖以跌落瀑布相連，戶外園區面積合計133,200平方公尺。南側水位較高的至善湖為景觀湖，水面高度維持穩定，常水位約10.3公尺，蓄水量約270,000立方公尺。至德湖作為生態滯洪池，水位約在5.65至7.85公尺之間，最高可達9.81公尺，以常水位7.85公尺計，蓄水量約210,000餘立方公尺。平時可以電能驅動地下管道輸水至高位的至善湖，維持至善湖水位，遇洪水則透過至真橋壩體水位重力差，溢淹到至德湖，藉以調整兩湖水位。
至善湖區設置跨湖景觀橋，名為至美橋，作為院區南側入口至博物館主體建築的進出動線。橋長141.74公尺，橋拱最高處17.5公尺，約為主體建築高度之一半。橋面微向南傾斜，南北端高程差一公尺。遊客可由南端入口處之圓形廣場，沿步道向北橫跨湖區，進入博物館二樓大廳；博物館主體東側有另一座至真橋通往院區東側。院區沿人工湖規劃綠廊與園道，園道作為人行步道、自行車道及遊園車道使用。戶外多處陳設各地藝術家作品，包括草間彌生的石雕以及刻有張大千手書的巨石。

## 地理交通
南院院址位於嘉義縣太保市西側，北與六腳鄉相鄰，西與朴子市為界，占地面積703,334平方公尺。院區三面臨路，北迎嘉58線，東臨嘉45線，南側寬50公尺的故宮大道為主要聯外道路。主要入口設於南側故宮大道上，北側故宮北路（嘉58線）另有一處輔助入口。
故宮南院園區鄰近嘉義縣政府、高鐵嘉義站及長庚醫院嘉義院區，附近地區並以高鐵嘉義站為中心，規劃為大規模的特定計畫區。

### 前往路線
- 台灣糖業鐵路蔗埕線：五分車高鐵站—樂活農園站—蒜頭糖廠—故宮南院—嘉義縣政府

## 事件及爭議

### 選址
參與2002年選址的故宮院長杜正勝及選址評估小組召集人國立成功大學建築所教授徐明福表示，嘉義太保腹地高達五十七公頃，為台糖蔗田用地，並無建物，用地取得容易，鄰近嘉義水上機場、高鐵嘉義站、中山高速公路、西濱快速道路等聯外道路相當發達；周邊又可結合國立中正大學、國立嘉義大學等文教設施，加上阿里山觀光資源，可望和當地發展產生經濟效益的加乘效果。國立臺北藝術大學校長邱坤良表示，嘉義太保聯絡台中或高雄都相當方便，以文化建設的南北資源分配平衡來說，嘉義更為迫切。時任嘉義縣區域立委的張花冠則在2015年專訪中表示，嘉義縣勝出的關鍵在於陳水扁政府考量區域均衡發展。
選址期間在野的國民黨立委洪秀柱曾表示：「設立故宮南院都是政治性的考量，選址時嘉義不是候選名單的第一名，但是嘉義縣長陳明文是民進黨內的重要政治人物，嘉義又是民進黨選票集中的重點區域，因此選了這個偏僻又有問題的地點。」2004年總統選舉前夕，國民黨總統候選人連戰提出將故宮本院遷至台中的主張。馬英九政府時期上任的故宮院長周功鑫於2010年受訪時表示，在嘉義平原蓋一個「前不著村、後不著店」的博物館是不容易發展的，以後是一個蚊子館的可能性很大。

### 館藏定位

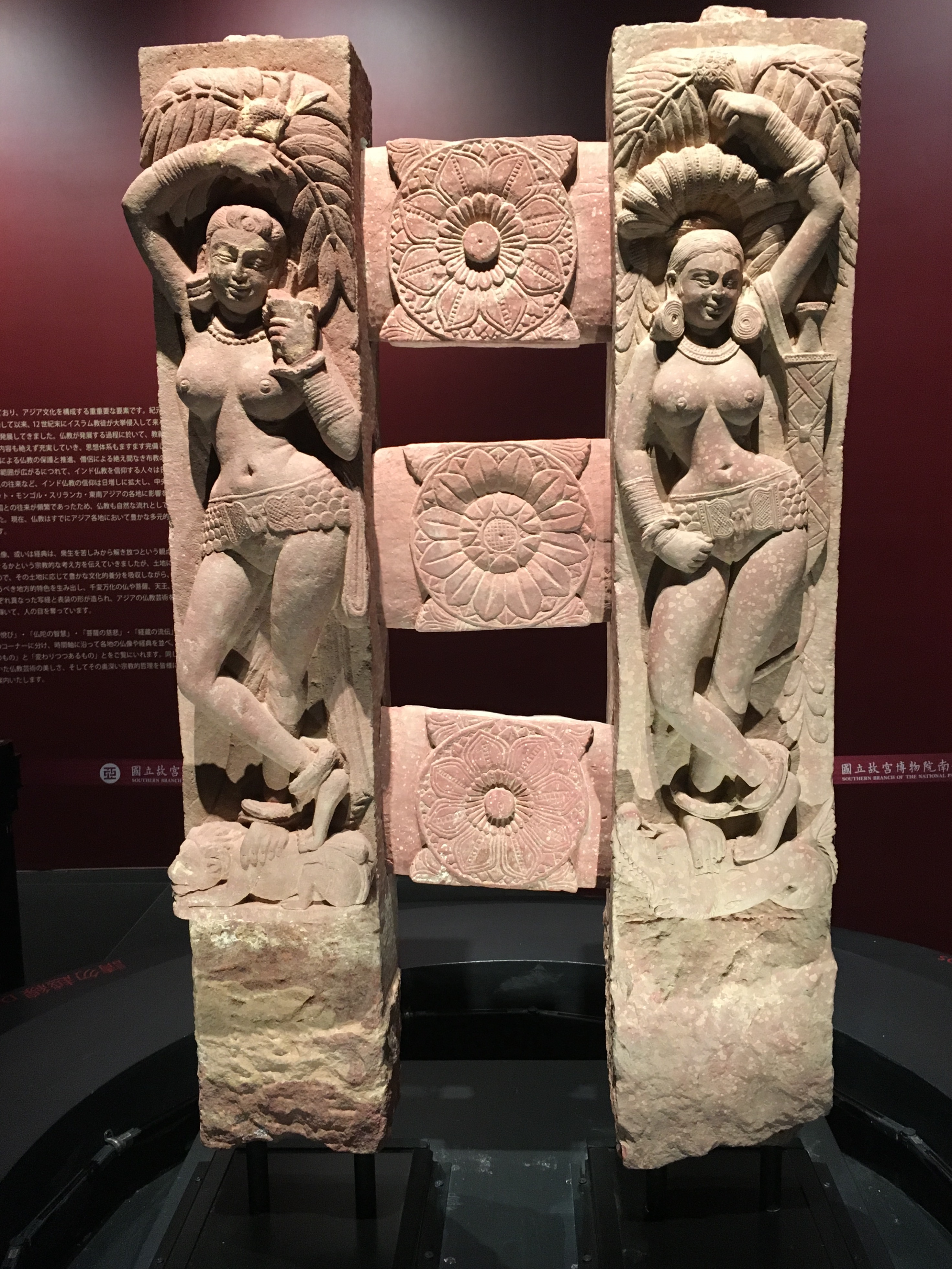
佛塔欄楯，藏於故宮南院

故宮南院規劃綜合中華文化、臺灣文化、亞洲各國的文物為主體，定位為亞洲藝術文化博物館。陳水扁政府曾為故宮南院編列1.7億新台幣的預算購買亞洲文物，分配到2008年的7,200萬新台幣，遭到當時的國民黨立委認為收購的文物不符《國立故宮博物院組織法》第一條規定而否決。國民黨立委洪秀柱對此批評：「預訂購買的文物，中華文明只占三分之一，這和故宮以中華為主體的性質相矛盾。」
馬英九政府時期，博物館工程設計因無法如約完成導致全案延宕，故宮院長周功鑫於2009年宣布，故宮南院確定以花卉為主題，定位為花卉文化博物館，可於2011年底完工，並於隔年啟用。此次發言引起嘉義縣長陳明文等人不滿，在民進黨和南部民眾的抗議聲下，南院最後又重回亞洲藝術文化博物館的定位。最終博物館於2015年底開幕試營運時，香港演員成龍捐贈故宮南院圓明園十二生肖獸首複製品，陳列於南院中庭，遭前行政院新聞局局長謝志偉批評此舉是污辱全臺民眾。前國立臺灣歷史博物館館長吳密察表示，故宮號稱世界級博物館，竟然連複製品也收，自毀格調。開幕第三日，發生情侶對龍首與馬首潑漆的事件。十二生肖獸首最終在隔年蔡英文政府執政後故宮決定拆卸入庫，潑漆二人也於2017年被判處有期徒刑二個月、可易科罰金。

### 工程

#### 願景館

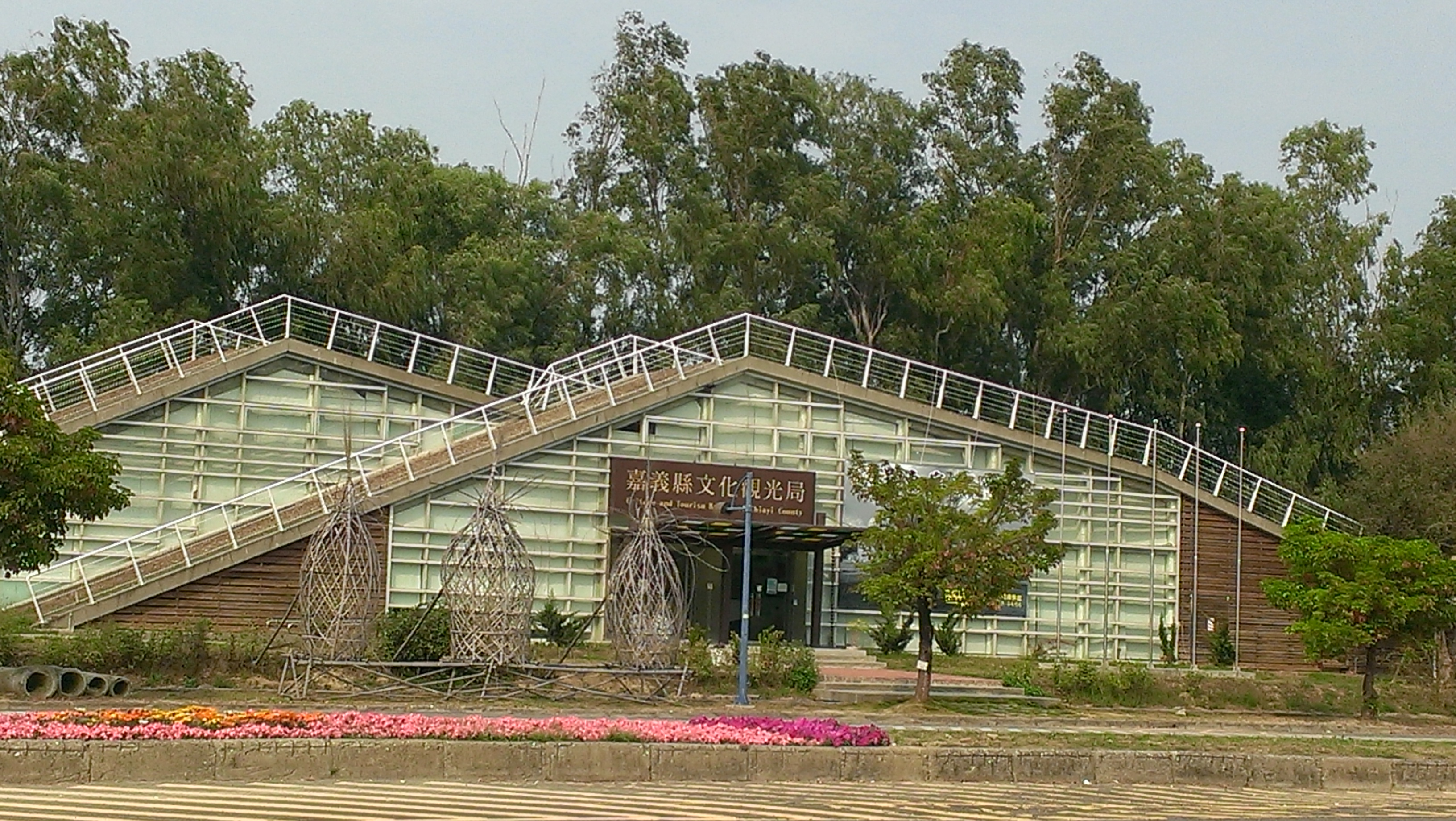
遷至故宮大道北側的願景館

2003年南院定址嘉義，嘉義縣政府在無預算、工程未發包的情況下，便在故宮南院預定地旁舉行故宮南院願景館動土典禮，縣府於隔月才獲得行政院同意，由交通部觀光局補助新臺幣1,500萬元興建願景館。2005年，耗資逾新臺幣2,300萬元，座落於故宮大道與太子大道路口私有地上的願景館正式啟用，並計畫之後將建物全館移至南院繼續展示。願景館內部千餘坪展場，規劃展示南院籌建之過程、設計圖、建築模型等內容，並可登上願景館最高處，眺望故宮南院基地。
到了2009年，願景館土地租約到期必須搬遷，當時南院尚未完工，時任嘉義縣長陳明文指責故宮拒絕和嘉義縣政府共同分擔新臺幣900多萬元費用，時任故宮院長周功鑫回應須先找第三方評估安全且遷移經費被凍結無法使用。嘉義縣政府最後另行租用臺糖土地，耗費逾新臺幣700萬元，搬遷至180公尺外的故宮大道北側現址。故宮南院願景館之後由嘉義縣政府文化處進駐辦公，再轉型為嘉義縣文化集會所。該建物位址最終劃入9.9公頃的「嘉義縣微型文創園區」開發案，建物將作為旅客服務中心使用。

#### 博物館

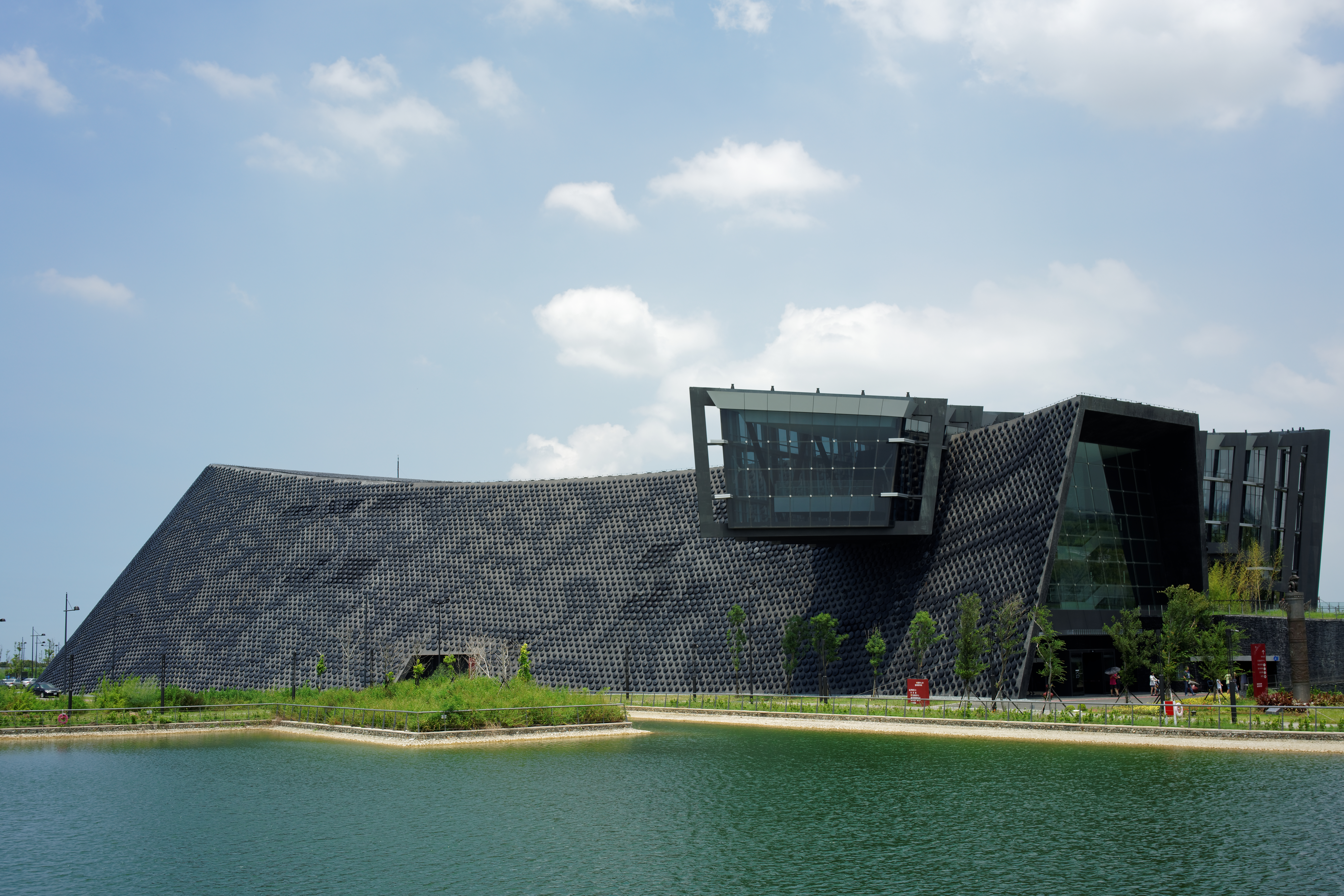
博物館南面墨韻樓

陳水扁政府執政時，民進黨在立法院未掌握多數，使中央政府年度預算很難通過。故宮南院的預算因為被多位國民黨、親民黨籍立委在國會凍結，根據法規，遭凍結預算需在第二年六月才能解凍，也因此工程一再延誤。2006年10月，嘉義縣議會接獲消息指出多位立委計劃連署減列、凍結故宮南院2007年度預算，總計超過新台幣4.4億元，立即決議隔天休會一天，陪同嘉義縣政府人員北上立法院陳情。
馬英九於2008年就任總統後，政府起初對南院計畫態度消極，但在2009年3月縣市長選舉期間，馬英九在嘉義承諾將延續南院計畫，並於2012年完工開館。2010年，嘉義縣長張花冠率地方政界及藝文界人士，在馬英九就任兩週年之際，於南院基地設立毛公鼎造型的倒數看板，看板上載明「馬英九總統承諾故宮南院2012年春天（4月30日）完工開館倒數713天」，呼籲各界共同關心故宮南院闢建進度。因為完工日期跳票，嘉義縣政府將倒數計日器數字改為負數，最後在2015年，故宮和嘉義縣政府協調下，該計日器停於負1044天並在不久之後的工程中拆除。
故宮南院最終在2015年底開幕試營運，但在開幕之前仍在趕工。開幕一週便發生大廳玻璃帷幕接縫處滲水，並且仍有多處還在施工，各種問題引發質疑。

#### BOT案
故宮南院占地約70公頃，扣除博物館用地後，其他區域約50公頃。故宮規劃以BOT模式開發院區土地並委託營運部分院區設施，此案在2015年由故宮和樺璽公司完成簽約，計畫分期興建旅館和文創設施。南院於年底開館試營運後，館內餐廳販售國民美食牛肉麵，一碗叫價500元，每天限量50份，遭外界強烈質疑價格太高，且經嘉義縣衛生局稽查，發現餐廳廚房有多項缺失，要求限期改善。樺璽在投資第一期的停車場、接駁車、遊客中心、餐廳等設施後，第二期的飯店及文創設施出現延宕，故宮最終在2018年宣布與樺璽公司終止契約，收回規畫南院園區的權利。

## 其他
- 著有《兩個故宮的離合》一書、前朝日新聞台灣特派員野島剛向端傳媒記者說著：「如果兩個中國造就兩個故宮，那麼南院和北院就是『兩個台灣』。」[4]

- 2015年10月21日，立法委員鄭麗君公布資料批評，故宮南院處處長王士聖從2014年10月1日先上任副處長，之後又於2015年5月升任處長後，截至2015年9月10日止，345天中實際在故宮南院工作天數只有46天；副處長林天人從2015年7月1日上任後，截至9月10日止，實際在南院僅工作一天。鄭麗君痛陳，如果台北故宮沒有人想到故宮南院去，故宮應該選擇對外招募人才、而非依照現有的規劃，「嘉義鄉親情何以堪」[109]。

## 參看
- 嘉義市立博物館
- 國立故宮博物院
- 國立故宮博物院館藏文物
- 太保市
- 蔗埕線

## 外部連結
- 國立故宮博物院（南部院區） （页面存档备份，存于）
- 國立故宮博物院Open Data資料開放平臺 （页面存档备份，存于）
- YouTube上的國立故宮博物院頻道